# Granita

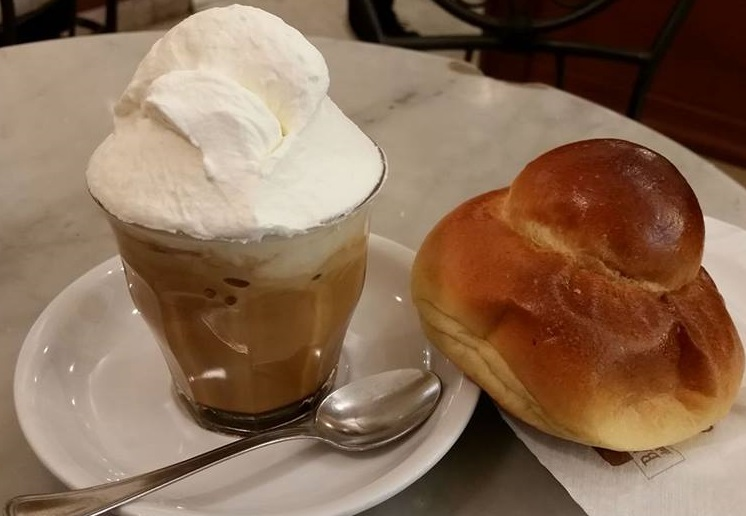
Granita caffè e panna nel messinese

La granita è un dolce freddo al cucchiaio tipico della cucina siciliana. Si tratta di un composto liquido semi-congelato preparato con acqua, zucchero e un succo di frutta o un altro ingrediente (oltre alla frutta sono diffusi il caffè, la  mandorla, il cioccolato e il pistacchio).
Viene spesso confusa con il sorbetto insieme al quale può essere considerata uno dei progenitori del gelato.
Il contenuto in zuccheri, storicamente del 25-35%, attualmente è stato ridimensionato utilizzando nella produzione della granita una percentuale di zuccheri del 18-20%.
Nella preparazione è importante che la gelatura avvenga per gradi e mantenendo in movimento il composto, in modo che l'acqua non si separi sotto forma di cristalli di ghiaccio insipidi dall'aroma zuccherato.
Si serve solitamente in bicchieri di vetro trasparenti. Tradizionalmente andava accompagnata da pane fresco e croccante,, da biscotti al burro nel Messinese (soprattutto con la granita limone) che è stato sostituito nel tempo dalla tipica brioscia siciliana preparata con pasta lievitata all'uovo e dalla forma a base semisferica sormontata da una pallina (chiamata tuppu o coppola). A granita câ brioscia era ed è la colazione tipica dei siciliani, specialmente in estate e nelle zone costiere.
La granita di caffè non va confusa invece con il cosiddetto "mezzofreddo" siciliano, sostituto del caffè espresso nelle afose giornate estive.

## Storia
Le origini della granita vengono solitamente fatte risalire alla dominazione araba in Sicilia. Gli arabi portarono con sé la ricetta dello sherbet, bevanda ghiacciata aromatizzata con succhi di frutta o acqua di rose. I nobili messinesi la fecero rivisitare e nel corso dei secoli la ricetta ebbe ulteriori cambiamenti.
Per produrre la granita veniva usata la neve raccolta durante i mesi invernali sui monti Peloritani, Nebrodi, Etna e sulle Madonie, stivata dentro i nivieri, apposite strutture in pietra costruite all’interno di grotte naturali o artificiali.
Esistono ancora oggi molti nivieri nei monti Siciliani.
in estate veniva prelevato il ghiaccio che serviva per diversi consumi, tra cui anche l'antenata dell'attuale Granita.
Formatosi per essere poi grattato e ricoperto di sciroppi di frutta o di fiori come il gelsomino.
Questa preparazione, che sopravvive anche nella grattachecca romana, era diffusa ancora fino al primo Novecento con il nome di rattata (grattata).
Durante il XVI secolo si apportò un notevole miglioramento alla ricetta dello sherbet, scoprendo di poter usare la neve, mista a sale marino, come eutettico per poter congelare le preparazioni - la neve raccolta passò così da ingrediente a refrigerante. Nacque il pozzetto, un tino di legno con all'interno un secchiello di zinco, che poteva essere girato con una manovella. L'intercapedine veniva riempita con la miscela eutettica e il tutto poi posto in un letto isolante di paglia. La miscela congelava il contenuto del pozzetto per sottrazione di calore, mentre il movimento rotatorio impediva la formazione di cristalli di ghiaccio troppo grossi.
La granita così preparata ha soppiantato nei secoli la rattata. Nel corso del XX secolo, il pozzetto manuale raffreddato da ghiaccio (o neve) e sale è stato dappertutto sostituito dalla gelatiera. Nel 1961, la ditta artigiana Napoletana Fratelli Cortese progettò il primo granitore verticale con completa esposizione del prodotto, segnando il passaggio dalla produzione manuale della granita a quella elettromeccanica.

## Gusti e varianti locali
Non si può facilmente determinare una “formulazione originale” della granita. Secondo fonti autorevoli, le granite siciliane più tradizionali erano quelle ai gusti di limone, gelsomino (scursunera) e gelsi neri, che per questo sono inserite nell'elenco dei prodotti agroalimentari tradizionali dell'isola; ma poi la varietà è aumentata con tanti gusti: caffè, pistacchio, fragola, ecc.
La granita di consistenza morbida è diffusa soprattutto nel messinese, mentre a Catania presenta solitamente una consistenza più simile a quella del gelato. La composizione della granita Messinese è leggermente più dolciastra e gustosa. Tradizionalmente la granita Messinese veniva consumata con i biscotti al burro o con il pane di semola nel catanese.
Molto diffusi a Messina sono i gusti: limone, caffè, cioccolato, fragola e gelsi. La granita Messinese viene spesso accompagnata dalla panna, per abitudine o per tradizione molto radicata nel territorio.
Molto diffusi nel catanese sono il limone della piana, le mandorle (Mennule), e da qualche anno anche il pistacchio (originario di Bronte), il cioccolato,gelsi.
A Siracusa è diffusa la granita con il limone siracusano; la granita alla mandorla è una versione con mandorla grezza, ovvero tritata senza rimuovere la pelle marrone dopo la sgusciatura.
Nel libero consorzio comunale di Ragusa sono diffuse quelle al cioccolato di Modica, al limone, alla mandorla; nel modicano si trova la granita di mandorla abbrustolita.
A Trapani e nel sanvitese è tradizionale la scursunera, quella al gelsomino, ottenuta dall'estrazione dell'essenza del fiore (PAT). Altra specialità della cucina trapanese è la granita di gelsi neri; diffusa anche quella al limone. 
Nel piccolo borgo costiero di Favazzina del comune di Scilla nel reggino, è invece una consuetudine estiva la granita di fico e di fico d'india.
La granita non va confusa con la grattachecca di Roma, ovvero ghiaccio tritato con aggiunta di succo. Si ottiene invece partendo da acqua e succo lavorati insieme a basse temperature in modo da evitare la formazione di macrocristalli di ghiaccio.
Ad Acireale, dal 2012, si svolge il festival Nivarata, dedicato a "il rito della Granita Siciliana" artigianale. Il festival prende il nome dai Nivaroli, preziose figure del passato che, quando ancora non esistevano i frigoriferi, attraverso la raccolta e la custodia della neve depositata sulle sommità delle montagne, rendevano possibile la realizzazione della granita.

## Riconoscimenti
La Regione Siciliana ha inserito nell'elenco dei prodotti agroalimentari tradizionali italiani del ministero per le politiche agricole e alimentari, le seguenti varianti:
- granita di gelsi neri;
- granita di mandorla;
- granita di gelsomino (scursunera).

La granita messinese nel 2016 ha ottenuto il marchio De.Co. (Denominazione comunale).